# Saison 1918-1919 des Canadiens de Montréal
Autres saisons
Saison précédente Saison suivante
La saison 1918-1919 de hockey sur glace est la dixième saison que jouent les Canadiens de Montréal. Ils évoluent alors dans la Ligue nationale de hockey et finissent à la 1re place dans la première demie et 2e place dans la deuxième demie.

## Saison régulière

### Classement

#### 1redemie
|                       | PJ | V | D | N | Pts | BP | BC |
| --------------------- | -- | - | - | - | --- | -- | -- |
| Canadiens de Montréal | 10 | 7 | 3 | 0 | 14  | 57 | 50 |
| Sénateurs d'Ottawa    | 10 | 5 | 5 | 0 | 10  | 39 | 39 |
| Arenas de Toronto     | 10 | 3 | 7 | 0 | 6   | 42 | 49 |

#### 2edemie
|                       | PJ | V | D | N | Pts | BP | BC |
| --------------------- | -- | - | - | - | --- | -- | -- |
| Sénateurs d'Ottawa    | 8  | 7 | 1 | 0 | 14  | 32 | 14 |
| Canadiens de Montréal | 8  | 3 | 5 | 0 | 6   | 31 | 28 |
| Arenas de Toronto     | 8  | 2 | 6 | 0 | 4   | 22 | 43 |

## Match après match

### 1redemie

#### Décembre
| No | Date        | Visiteur           | Score | Domicile          | Fiche |
| -- | ----------- | ------------------ | ----- | ----------------- | ----- |
| 1  | 21 décembre | Sénateurs d'Ottawa | 5 - 2 | Les Canadiens     | 0-1-0 |
| 2  | 23 décembre | Les Canadiens      | 4 - 3 | Arenas de Toronto | 1-1-0 |
| 3  | 28 décembre | Les Canadiens      | 6 - 3 | Arenas de Toronto | 2-1-0 |

#### Janvier
| No | Date       | Visiteur           | Score  | Domicile           | Fiche |
| -- | ---------- | ------------------ | ------ | ------------------ | ----- |
| 4  | 2 janvier  | Les Canadiens      | 2 - 7  | Sénateurs d'Ottawa | 2-2-0 |
| 5  | 4 janvier  | Sénateurs d'Ottawa | 2 - 5  | Les Canadiens      | 3-2-0 |
| 6  | 7 janvier  | Les Canadiens      | 7 - 6  | Arenas de Toronto  | 4-2-0 |
| 7  | 11 janvier | Arenas de Toronto  | 4 - 13 | Les Canadiens      | 5-2-0 |
| 8  | 16 janvier | Les Canadiens      | 10 - 6 | Sénateurs d'Ottawa | 6-2-0 |
| 9  | 18 janvier | Les Canadiens      | 5 - 3  | Sénateurs d'Ottawa | 7-2-0 |
| 10 | 21 janvier | Les Canadiens      | 3 - 11 | Arenas de Toronto  | 7-3-0 |

### 2edemie

#### Janvier
| No | Date       | Visiteur           | Score | Domicile           | Fiche |
| -- | ---------- | ------------------ | ----- | ------------------ | ----- |
| 11 | 25 janvier | Sénateurs d'Ottawa | 1 - 0 | Les Canadiens      | 0-1-0 |
| 12 | 30 janvier | Les Canadiens      | 2 - 3 | Sénateurs d'Ottawa | 0-2-0 |

#### Février
| No | Date        | Visiteur           | Score  | Domicile           | Fiche |
| -- | ----------- | ------------------ | ------ | ------------------ | ----- |
| 13 | 1er février | Arenas de Toronto  | 0 - 10 | Les Canadiens      | 1-2-0 |
| 14 | 4 février   | Les Canadiens      | 3 - 6  | Arenas de Toronto  | 1-3-0 |
| 15 | 8 février   | Sénateurs d'Ottawa | 3 - 4  | Les Canadiens      | 2-3-0 |
| 16 | 11 février  | Les Canadiens      | 4 - 6  | Arenas de Toronto  | 2-4-0 |
| 18 | 13 février  | Les Canadiens      | 0 - 7  | Sénateurs d'Ottawa | 2-5-0 |
| 19 | 15 février  | Arenas de Toronto  | 2 - 8  | Les Canadiens      | 3-5-0 |

## Effectif
- Directeur Général : George Kennedy
- Entraîneur : Newsy Lalonde
- Gardien de but : Georges Vézina
- Centres : Newsy Lalonde, Didier Pitre, Joe Malone, Billy Bell
- Ailiers : Louis Berlinguette, Jack Laviolette, Jack McDonald, Odie Cleghorn, Amos Arbour, Fred Doherty
- Défenseurs : Bert Corbeau, Billy Coutu, Joe Hall